# Space Love
Space Love est le troisième maxi-single de Leila sorti en 1998 chez Rephlex Records, les chansons Space Love et Misunderstood (version remixée sur ce maxi) figurent dans l'album Like Weather. Les deux autres morceaux sont des inédits.

## Liste des morceaux
1 / A1 - Space Love (5:54)
2 / B1 - There Are Many: (3:19)
3 / B2 - Mood State (5:24)
4 / B3 - Misunderstood (After Eight Mix) (2:09)

## Fiche
- Label : Rephlex Records
- Catalogue : CAT 062 CD / EP
- Format : CD, Maxi-Single / EP
- Pays : Angleterre
- Date de parution : 1998
- Genre : Musique électronique
- Style : Ambient, IDM, musique expérimentale